# Бафало Гроув (Илиноис)
Бафало Гроув (енгл. Buffalo Grove) град је у америчкој савезној држави Илиноис.

## Демографија
По попису из 2010. године број становника је 41.496, што је 1.413 (-3,3%) становника мање него 2000. године.
| Група             | 2000.          | 2010.          |
| Белци             | 37.121 (86,5%) | 31.813 (76,7%) |
| Афроамериканци    | 325 (0,8%)     | 416 (1,0%)     |
| Азијати           | 3.618 (8,4%)   | 6.639 (16,0%)  |
| Хиспаноамериканци | 1.425 (3,3%)   | 2.040 (4,9%)   |
| Укупно            | 42.909         | 41.496         |